# Bachisio Raimondo Motzo
Bachisio Raimondo Motzo, né le 6 mars 1883 à Bolotana et mort le 14 juin 1970 à Naples, est un historien et philologue italien.

## Biographie
Il a été professeur d'histoire grecque et romaine à l'université de Cagliari de 1925 à 1953, doyen de la faculté des lettres, membre de la Real Academia de Buenas Letras de Barcelone. Il a institué des cours sur les matières sardes à l'université de Cagliari. Il est l'un des fondateurs de la revue Studi sardi. Il a eu plusieurs contacts professionnels avec Giulio Bertoni.

## Œuvres
- (it) Studi di storia e letteratura giudeo-ellenistica, Firenze 1925.
- (it) Modo di abitare degli antichi in rapporto con i Nuraghi, in Atti del Convegno archeologico in Sardegna, Reggio Emilia, 1929.
- (it) Sviluppo costiero dell’Italia e della Sardegna, Mediterranea, IV, 11 novembre 1930, pp. 33–35.
- (it) Un progetto catalano per la conquista definitiva della Sardegna, in Studi storici in onore di F. Loddo Canepa, Firenze, 1959, vol. I, pages 165–180.
- (it) Scritti, Archivio storico sardo, Cagliari, 1921-26.
- (it) Scritti, Studi sardi, Cagliari, 1934, 1935, 1940, 1941, 1958.